# RAAMS

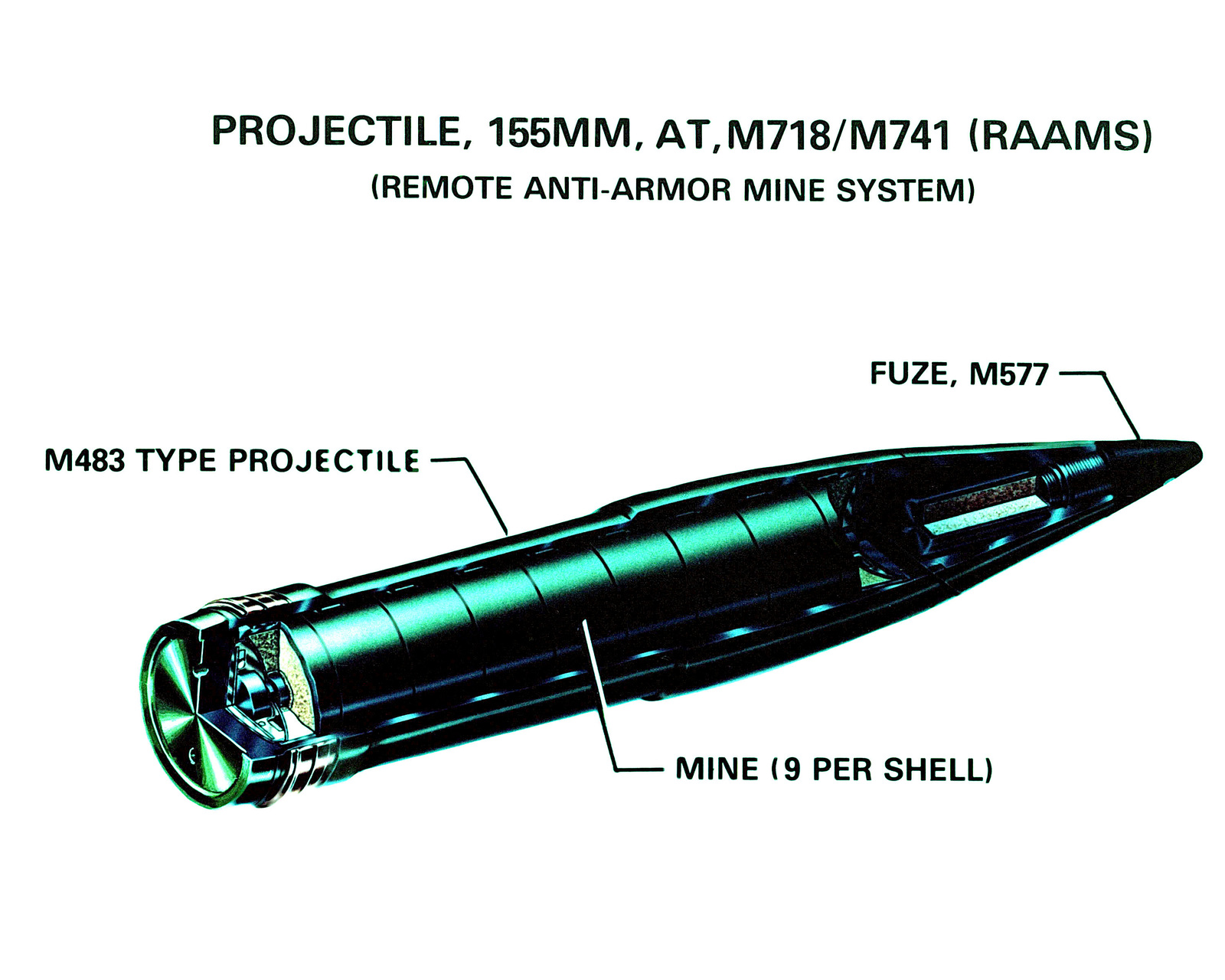
Розріз RAAMS

Дистанційна система протиброньового мінування (Remote Anti-Armor Mine System, RAAMS) — це два типи 155-мм гаубичних снарядів, кожен з яких містить дев'ять протитанкових мін: M718 або M718A1 (RAAM-L) із часом самознищення понад 24 години та M741 або M741A1 (RAAM-S) із часом самознищення менше 24 годин. Обидва снаряди використовуються з підривником M577 або M577A1 Mechanical Time and Superquick (MTSQ), який запускає механізм викиду мін над територією противника через заданий час.
Розробка RAAMS датується приблизно 1980 роком
Ці міни можна доставляти на відстані від 4 до 17,6 кілометрів від позиції артилерійської батареї за допомогою гаубиць серії M109 або серій M198 або M777.
Військові США не рекомендують застосувати «RAAM» на дорогах або аеродромах з твердим покриттям, оскільки міни можуть розбитися.
Міни викидаються із хвостової частини снаряда. Після приземлення на землю міна зводиться і готова до детонації при виявленні відповідної електромагнітної сигнатури бронетранспортера. Частина з дев'яти мін «RAAM» оснащена пристроєм для протидії їх нейтралізації.
До січня 2023 року США відправили в Україну приблизно 10 200 снарядів з початку російського вторгнення в Україну в лютому 2022 року